# Haagse Bos (Den Haag)

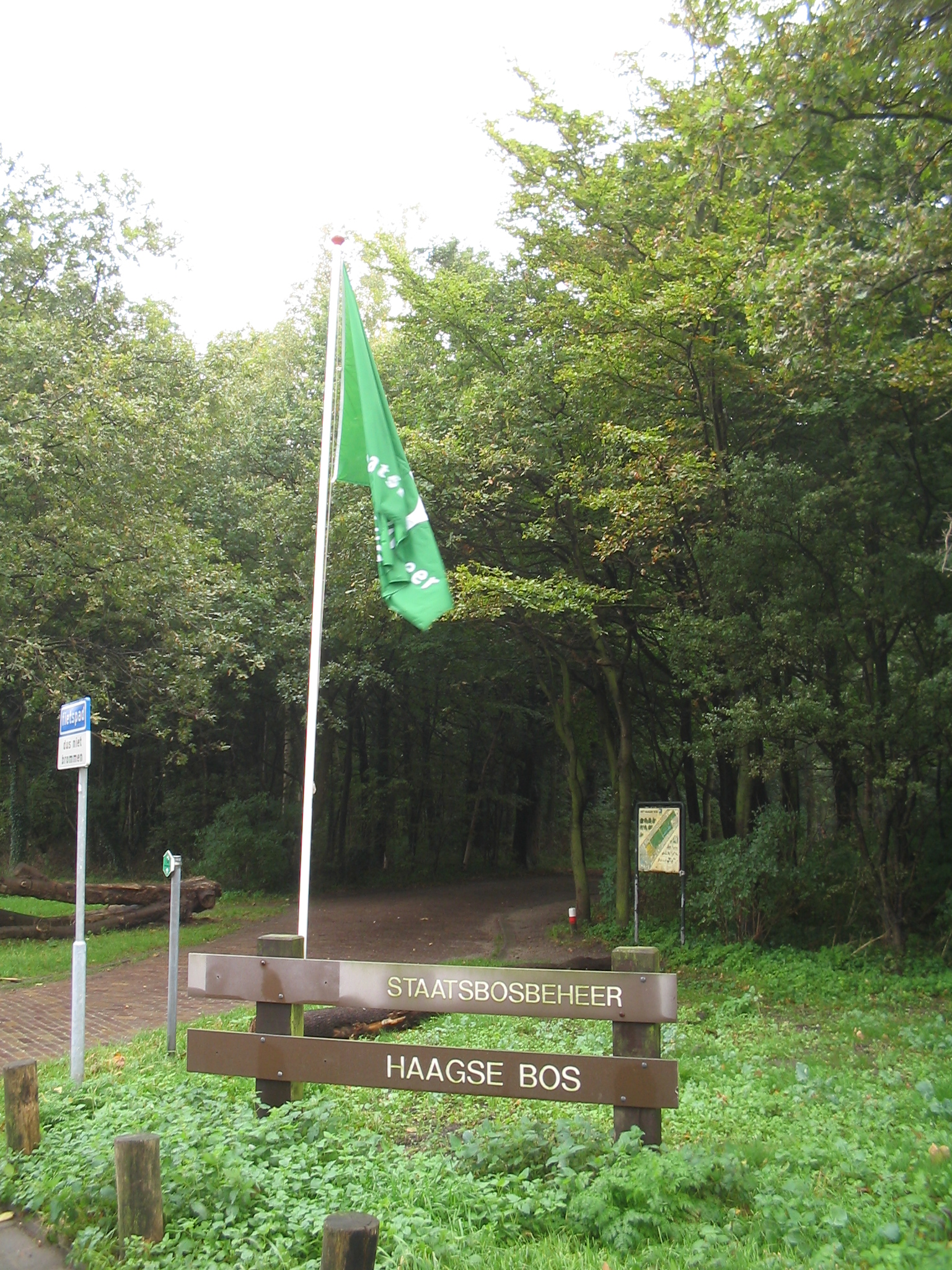
Een van de entrees van het Haagse Bos (2005)

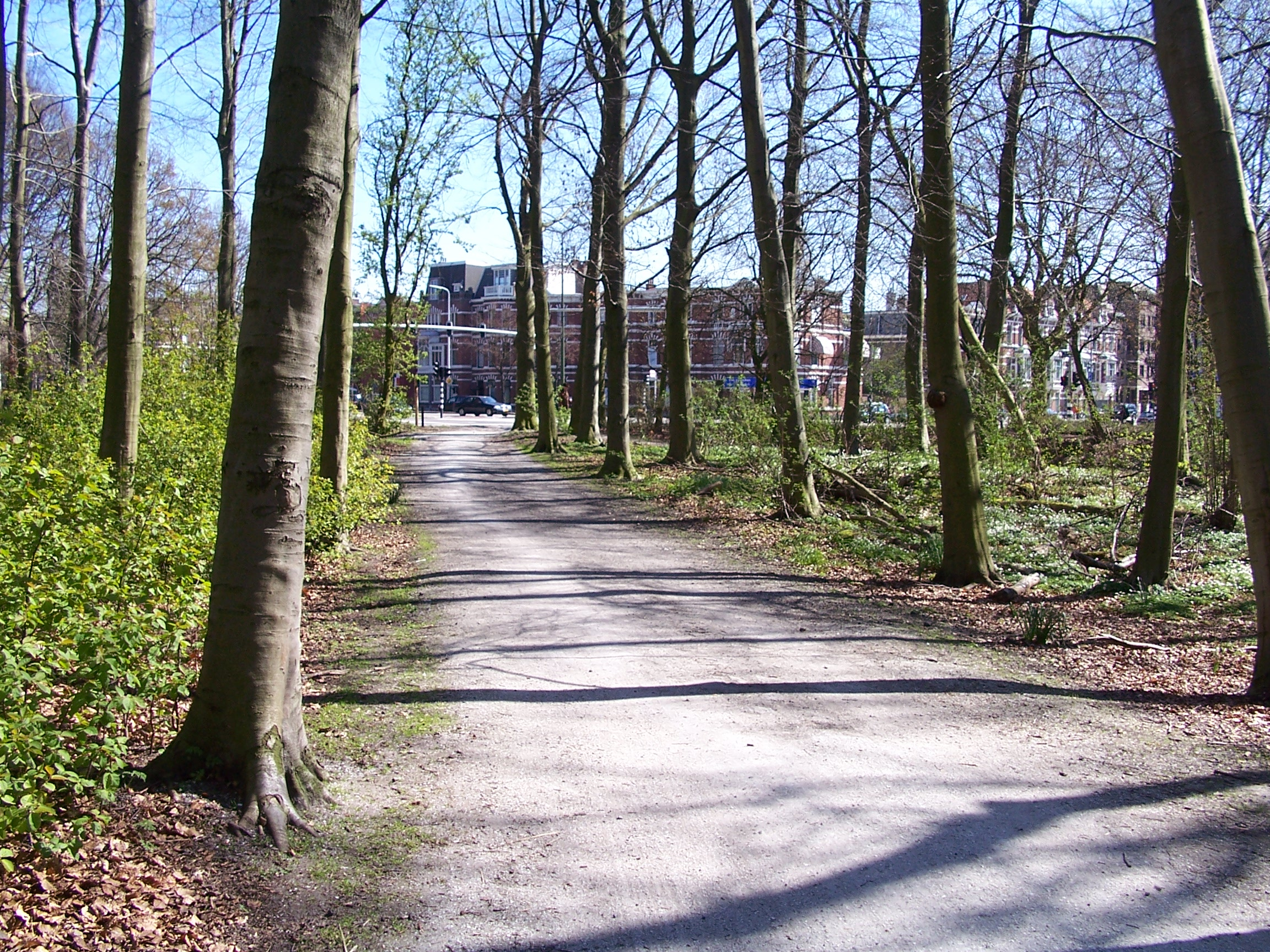
Het Haagse Bos met op de achtergrond de bebouwing.

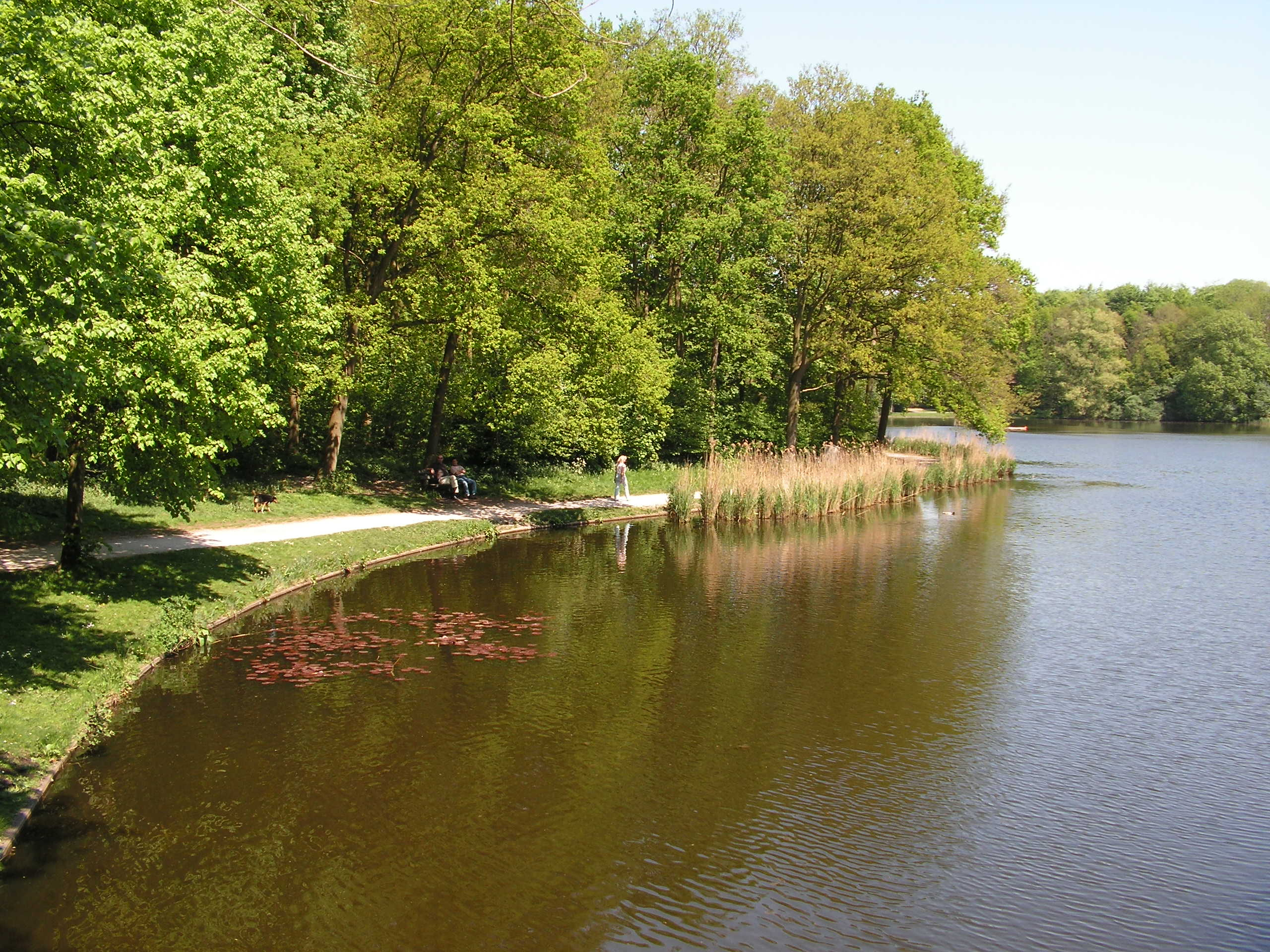
Waterpartij in het Haagse Bos

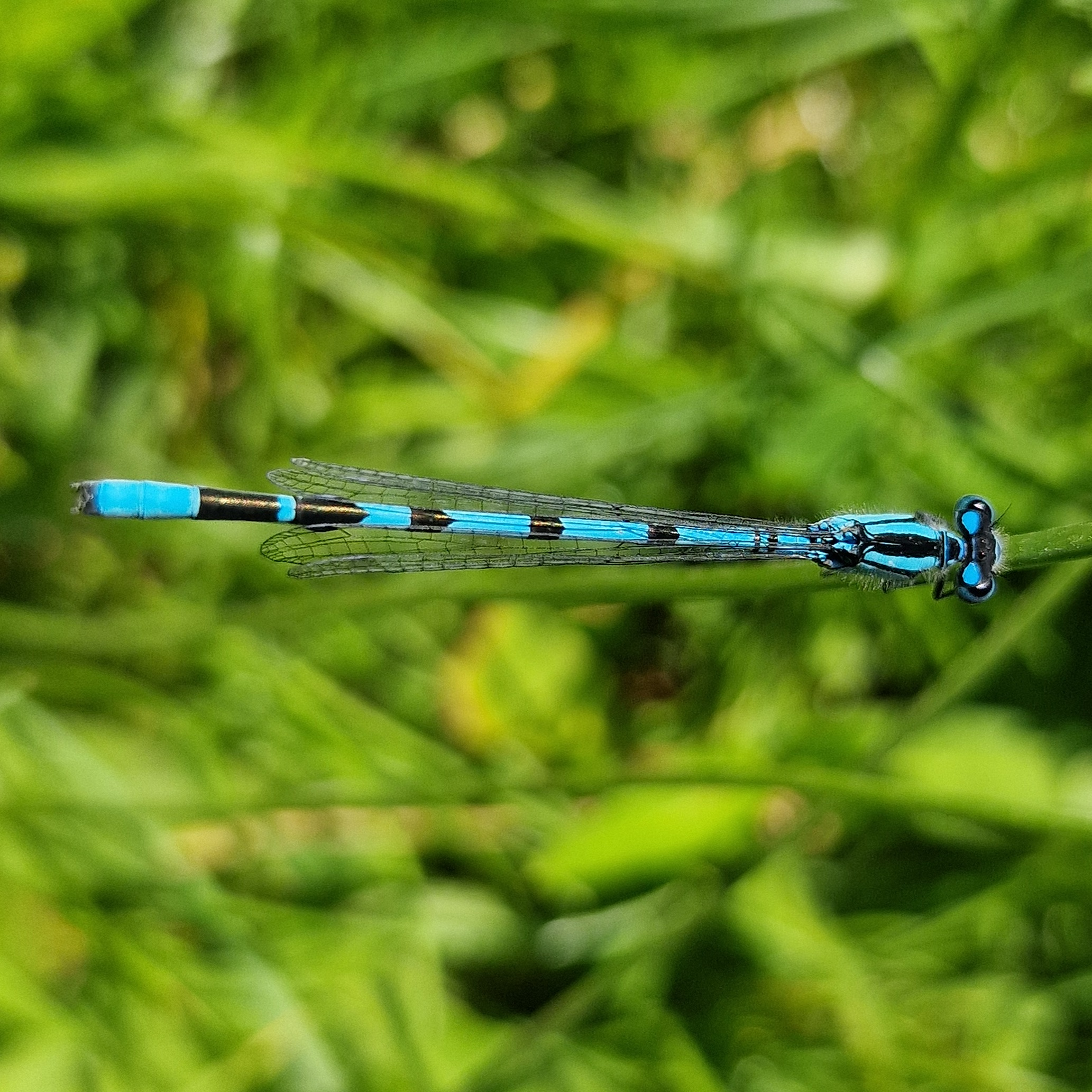
Azuurwaterjuffer langs de oever van de Grote Vijver in het Haagse Bos (2022)

Het Haagse Bos is een bos in Den Haag, dat kadastraal loopt vanaf het Malieveld tot aan Landgoed Reigersbergen. Het is een gebied van ongeveer 100 hectare en was in de vroege middeleeuwen onderdeel van een oerbos dat zich langs de kust uitstrekte van 's-Gravenzande tot Alkmaar.
Het bos grenst aan de wijken Mariahoeve en Marlot, Bezuidenhout, Benoordenhout, Stationsbuurt en Centrum. Het ook wel “de Houte” genoemd, wat tot aanduidingen als 'ten zuiden' of 'ten noorden van "De Hout" leidde, vandaar de wijken Bezuidenhout en Benoordenhout. Het bos ligt op een strandwal en reikt tot aan het veen dat verder van de kust ligt. Als Rijksbeschermd gezicht 's-Gravenhage - Haagse Bos is het anno 2025 een van de twintig beschermde stadsgezichten in Den Haag.

## Geschiedenis

### Ontstaan op strandwallen
Over de oudste geschiedenis zijn vooral hoofdlijnen bekend uit de aardwetenschappen. De strandwal waarop het Haagse Bos ligt werd gevormd tijdens een transgressie in het Atlanticum, ongeveer 9220 tot 5660 jaar geleden. Doordat de kustlijn landinwaarts verschoof, ontstonden zandophopingen die langs de kust langgerekte strandwallen vormden. Nadat de zee zich terugtrok raakten de strandwallen in de loop der eeuwen bedekt met vruchtbare grond en ontstonden er door natuurlijke processen uitgestrekte bossen. Bij Haarlem ligt ook nog een deel van hetzelfde oerbos, de Haarlemmerhout. In de 21e eeuw zijn in het Haagse Bos nog steeds duinen herkenbaar, ondanks diverse ingrepen door landschapsarchitecten sinds de zeventiende eeuw. Het Haagse Bos maakt deel uit van het West-Nederlandse duin- en strandwallenlandschap dat wordt beschermd als nationaal park Hollandse Duinen.

### Grafelijk jachtgebied
Voor de graven van Holland was de ligging in het wildrijke Haagse Bos, dat zich toen nog tot ten zuiden van Den Haag uitstrekte, waarschijnlijk een van de redenen om daar in de 13e eeuw een verblijf te bouwen. Het zou uitgroeien tot een kasteel, nu bekend als het Binnenhof. Het Haagse Bos werd een grafelijk privéjachtgebied. Uit rekeningen van de graven van Holland blijkt dat het bos in de 14e, 15e en 16e eeuw goed werd onderhouden. In het gedeelte dat het dichtst bij het grafelijk kasteel lag, de Koekamp, werden in 1316 de eerste eiken geplant. Deze werden tot 1650 vooral gebruikt voor de huizenbouw, maar daarna alleen nog maar voor scheepsbouw. Het bos is daarna met veel zorg en moeite in stand gehouden. Er is veel variëteit, omdat sommige delen op zand en andere delen op veen liggen.

### Tachtigjarige Oorlog en Akte van Redemptie
In het begin van de Tachtigjarige Oorlog werd in het Haagse Bos gekapt door militairen van beide kampen voor de aanleg van verschansingen. Zo werd in 1571 een zesde deel van de eiken gekapt om een verdediging te bouwen tegen Spaanse troepen. In 1575 besloten de Staten van Holland om het hele bos te kappen en het land te verkopen ter vereffening van de schulden van de Tachtigjarige Oorlog. Door protestacties werd dit plan verijdeld en bleef het bos gespaard. Op 16 april 1576 ondertekende Willem van Oranje de Akte van Redemptie waarin werd bepaald dat het bos niet verkocht mocht worden om gekapt te worden. De huidige reikwijdte en geldigheid zijn onduidelijk, maar politiek legt de akte nog steeds gewicht in de schaal. In 2010 is de verkoop van het bos van regeringswege weer aan de orde gekomen en daarmee kwam ook de Akte opnieuw onder de aandacht.

### 17e tot 20e eeuw
Waarschijnlijk is in 1639 het bos overgegaan naar de gemeente omdat in dat jaar Jeroen van Tetrode, een boswerker en sinds het overlijden van zijn vader (1614) ook oostportier, wonend in het bos, ineens huur moest gaan betalen.
Ten tijde van de Bataafse Republiek gaven de Fransen opdracht het bos te kappen. Door sabotage en vertragingsacties is dit plan nooit uitgevoerd. Zo duurde het jaren voordat het Haagse Bos was opgemeten.
Louis Paul Zocher is rijksadviseur voor het Haagse Bos geweest.
Op 21 juli 1899 werd Staatsbosbeheer opgericht en samen met het Malieveld en de Koekamp behoorde het Haagse Bos tot de eerste gebieden die de organisatie in eigendom en beheer kreeg.
In 1924 werd het bos voor het publiek opengesteld.

### Tweede Wereldoorlog
Tijdens de Tweede Wereldoorlog werd door het Duitse leger het halve bos gekapt, ten behoeve van militaire werken die een vrij schootsveld vereisten. Sommige van de toen gesneuvelde bomen waren eeuwen oud. Het gekapte deel lag aan de zijde grenzend aan de Bezuidenhoutseweg. Er verrezen in en nabij het Haagse Bos vele betonnen bunkers, waarvan er in de 21e eeuw nog steeds een aantal onder het glooiend landschap zijn te vinden. Langs het bos lieten de Duitsers tankgrachten graven, die na het einde van de bezetting merendeels werden omgevormd tot sloten, in de hoop dat hun militaire oorsprong niet langer zou opvallen. In de laatste oorlogsjaren werden vanuit het Haagse Bos vele V2 raketten gelanceerd, die met hun vernietigende lading op met name Londen neerstortten. Deze lanceringen waren de aanleiding voor een bombardement in 1945, dat bekend is komen te staan als het Bombardement op het Bezuidenhout. Na de bevrijding werd al snel begonnen met de aanplant van nieuwe bomen. Er staan nu 34 boomsoorten in het bos.

## Ruimtelijke situatie

### Paleis Huis ten Bosch

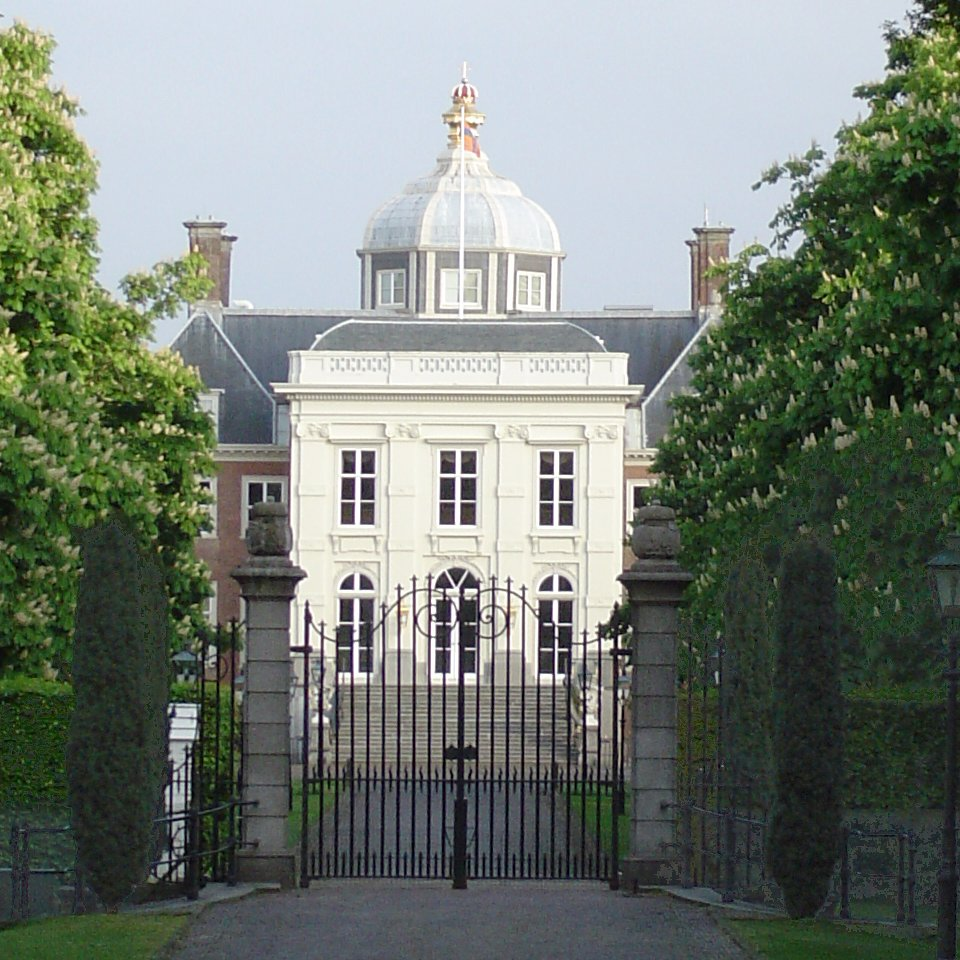
Huis ten Bosch

In 1645 werd met de bouw begonnen van de Oranje Zaal (thans Huis ten Bosch), een zomerverblijf voor Frederik Hendrik en zijn vrouw Amalia van Solms. Nadat het gebouw in handen van de Pruisische koning Frederik I was gekomen, kwam het in 1732 weer in bezit van de Oranjes. Stadhouder Willem IV liet er door Daniel Marot onder andere twee vleugels aanbouwen. Na 1795 ging het gebouw naar de Staat. Rutger Jan Schimmelpenninck en Lodewijk Napoleon hebben er gewoond. Sinds 1815 is het eigendom van de Nederlandse staat en wordt het ter beschikking gesteld aan de koning(in). Toenmalig koningin Beatrix bewoonde het paleis tijdens haar regering van 1980 tot 2013. Het paleis wordt sinds de voltooiing van een uitgebreide renovatie in 2019 bewoond door koning Willem-Alexander en zijn gezin.

### Landschappelijke ingrepen
In 1821 liet koning Willem I, in weerwil — of onkundig — van de Acte van Redemptie, de eerste vijvers in het bos aanleggen door landmeter Ary van der Spuy. Hiervoor moesten grote aantallen bomen worden gekapt. Het bos werd deels door Zocher in Engelse landschapsstijl heringericht. Uit die periode stamt het padenplan. In 1835 werd de grote vijver gegraven, waarvoor wederom vele bomen moesten wijken.
In de nacht van 30 september op 1 oktober 1911 richtte een zware storm zo veel schade aan dat Staatsbosbeheer er een boekje over uitgaf: Storm in het Haagsche Bos.
Ondanks de beschermde status lopen er twee grote wegen door het Haagse Bos: de Laan van Nieuw Oost Indië, aangelegd in 1920 en in 1934 verbreed, en de in 1976 aangelegde Utrechtse Baan (A12), die het bos van het Malieveld en de Koekamp scheidt.

### Paden, bruggen, heuvels en velden
Veel paden en lanen kregen in de loop der eeuwen een naam; bekend zijn Malieveld, Koningspark en Koekamp. De eerder genoemde Ary van der Spuy, beheerder van het bos, legde in de negentiende eeuw veel van de bestaande namen vast. Onder de historische namen zijn Noorder- of Philosophenpad (nu: Filosofenpad), Aschslag, Controleurslaantje, Laan van Huis ten Bosch, Kerkpad, Kerkslag, Mollenpad, Steekslag, Kleine Steekslag, St.-Annelandslaan, Grote Slag, Laan van Oosterbeek, Paardenpad, Koningspad, Middenslag, Grote Beukenlaan, Zuiderpad, Achterpad, Laan van Carolinenburg, Pad naar IJzermannetje. Ook bruggen kregen vaak een eigen naam, zoals Witte Brug, Controleursbrugje en Kwakelbrug. Ook kwamen er namen voor velden, heuvels, stukken bos en waters: Walther Boer Weide, Jacobaprieel, Oude Mannenberg, De Manege, De Pan, Lammehoek, Open Akkers, Gesloten Akkers, Noorder Boschsloot, Zuider Boschsloot, Oude- of Oosterbeek, Beekvijver en Grote Vijver. In een bestemmingsplan uit 1907 werd daar nog de straat 's-Gravenhaagse Bos aan toegevoegd, om het koninklijk paleis van een adres te voorzien. Deze straatnaam is echter eveneens nimmer in een raadsbesluit vastgesteld.

## Concerten
In de zomer worden er openluchtconcerten gehouden op de Walther Boerweide, precies op de plek waar voor de Tweede Wereldoorlog een muziektent stond die door de Duitsers werd afgebroken om vanaf daar V2-raketten af te vuren naar Londen. De kapelmeester van de Koninklijke Militaire Kapel in Den Haag, de heer Walther Boer, gaf hier vanaf 1924 drukbezochte wekelijkse concerten in het Haagse Bos voor de burgerij, in een muziektent van Sociëteit de Witte.

## Haagse ooievaar
Sinds 2004 broedde er in de Koekamp na een afwezigheid van 85 jaar weer een paartje ooievaars, het wapendier van Den Haag, zie het Haagse stadswapen.

## Openbaar vervoer
Het Haagse Bos is via de Benoordenhoutseweg, Boslaan en Bezuidenhoutseweg bereikbaar met diverse streekbuslijnen. De HTM-stadslijn 23 gaat er verticaal doorheen over de Laan van Nieuw Oost Indië.  Tussen 1923 en 1961 reed ten noorden van het bos de interlokale Gele Tram naar Leiden. Ten zuiden van het bos reden tot 1976 diverse HTM-tramlijnen via Bezuidenhoutseweg en Laan van Nieuw Oost Indië. Tot in 1959 was er ook een tramlijn, 4, die de hele Bezuidenhoutseweg afging, tot naast de Zijdelaan tot bij de Marlot-buurt.

## Afbeeldingen

Kaart uit 1645 van het Haagse Bos, met lindenplantage (Malieveld) en warande de Koekamp en een markering van het toekomstige terrein van paleis Huis ten Bosch
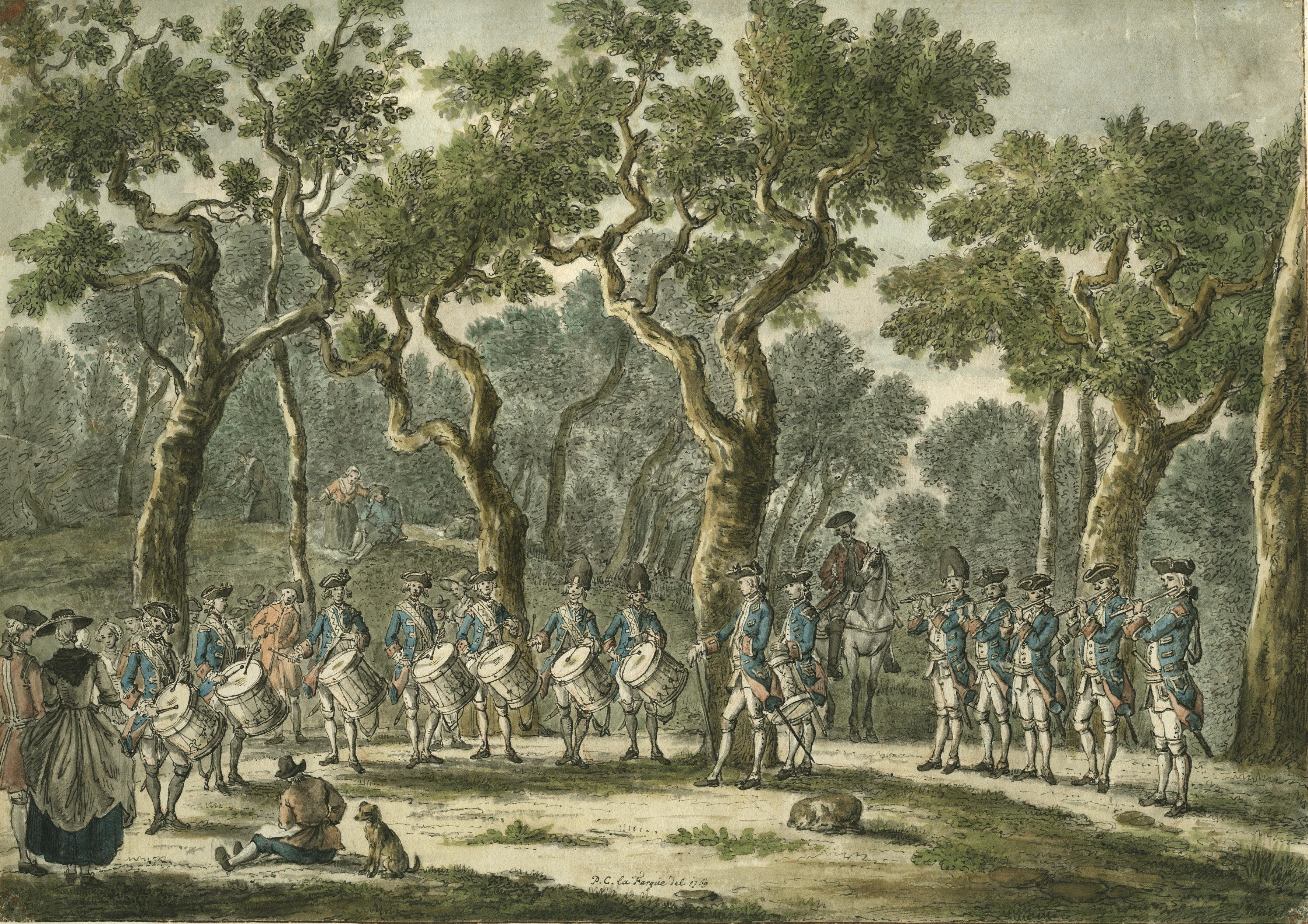
Een oefening van tamboers en pijpers op de Oude Mannenberg in het Haagse Bos (1769, Paulus Constantijn la Fargue)
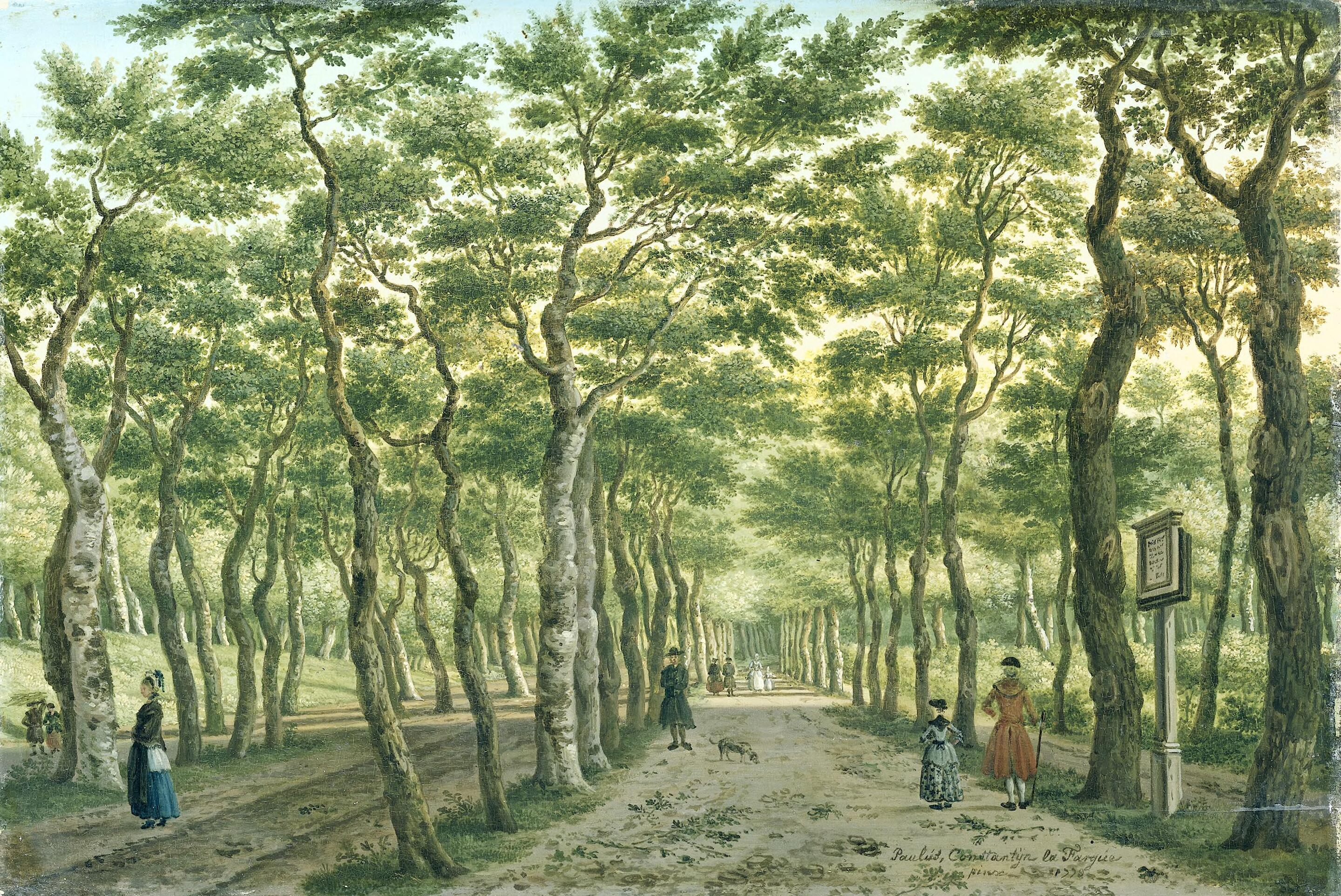
Het Herepad in het Haagse Bos (1778, Paulus Constantijn la Fargue)
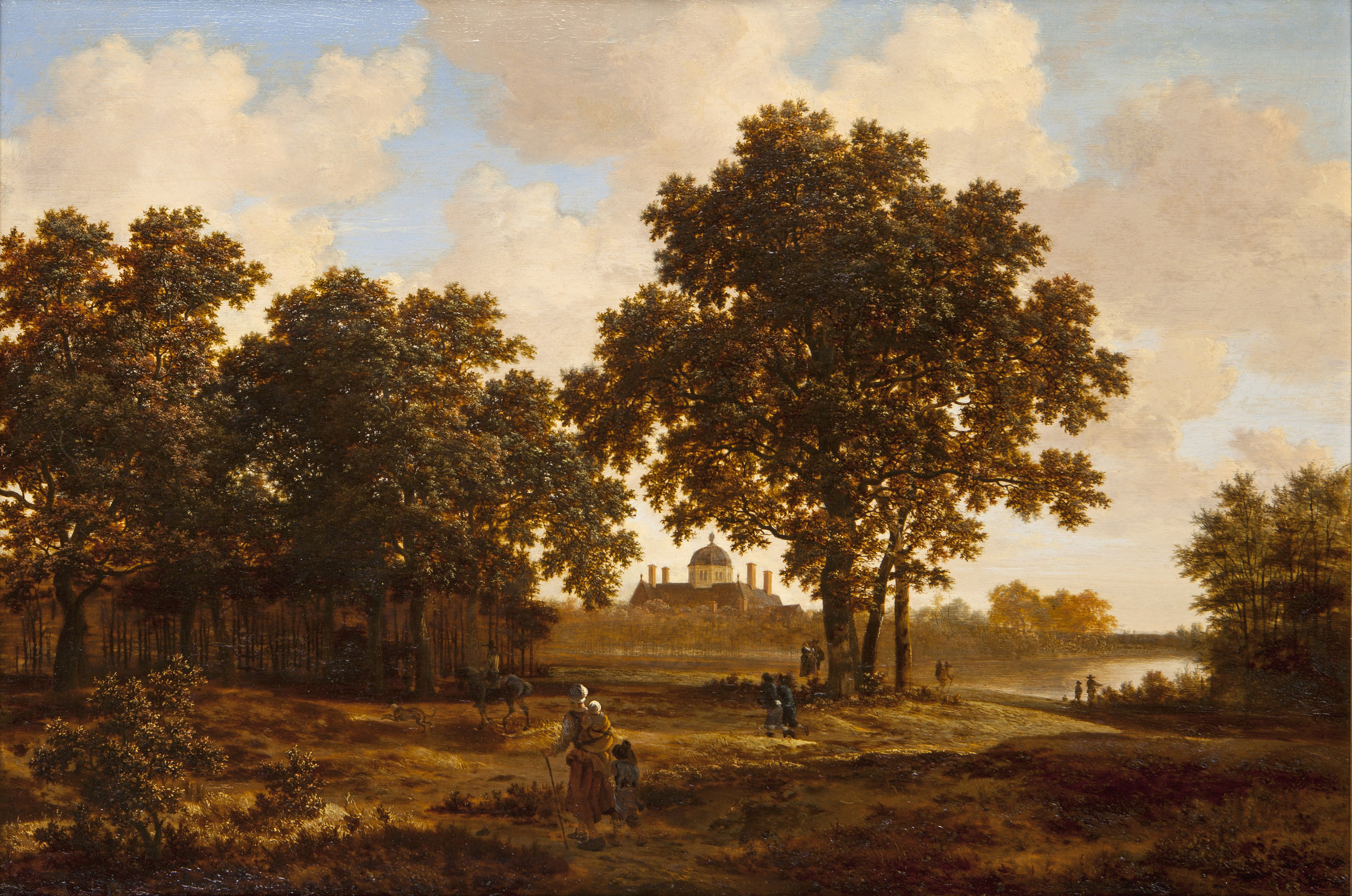
Het Haagse bos met gezicht op Paleis Huis ten Bosch (vóór 1670, Joris van der Haagen)
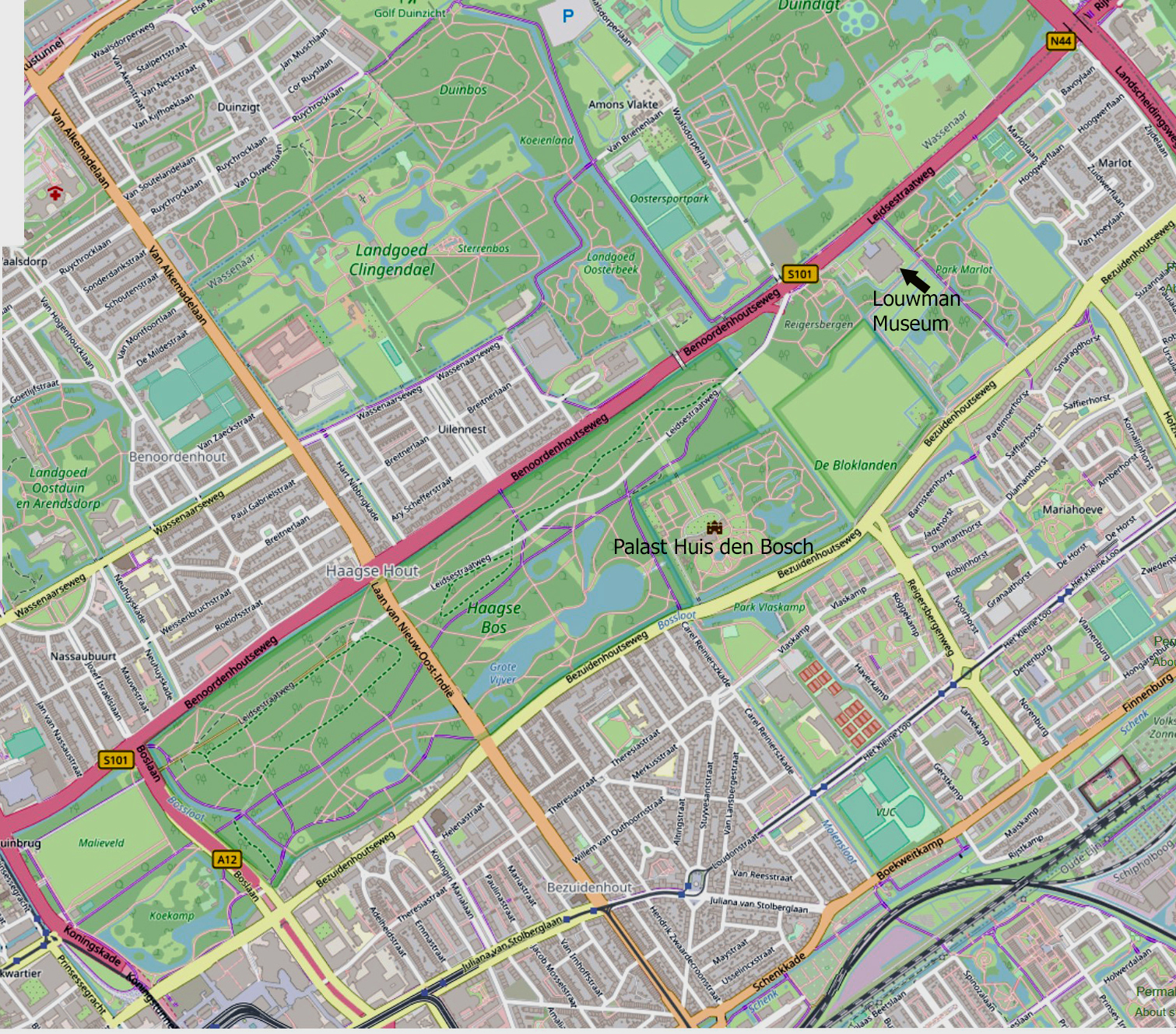
Kaart 2023

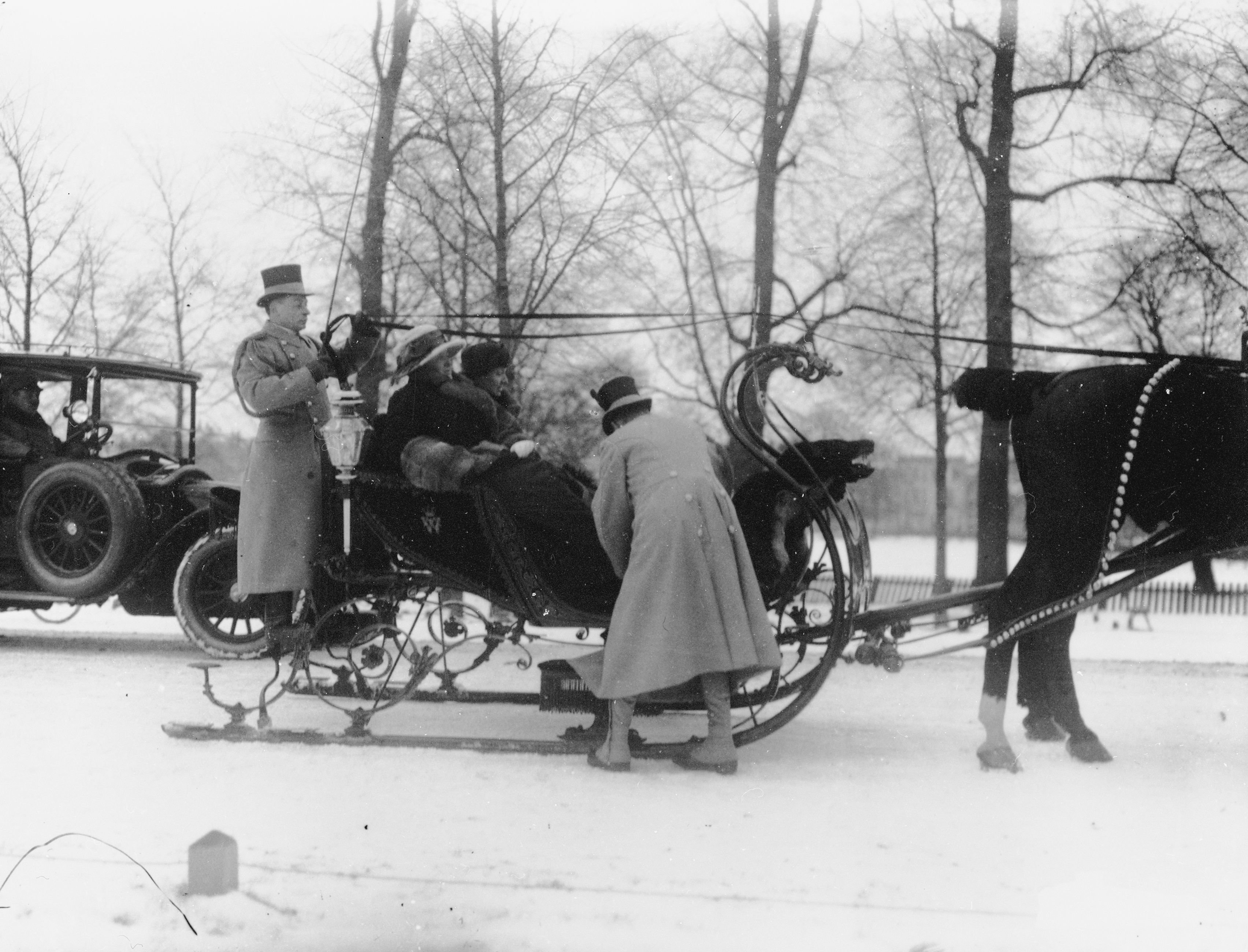
Koningin Wilhelmina tijdens arresledetocht in het Haagse Bos, 1922
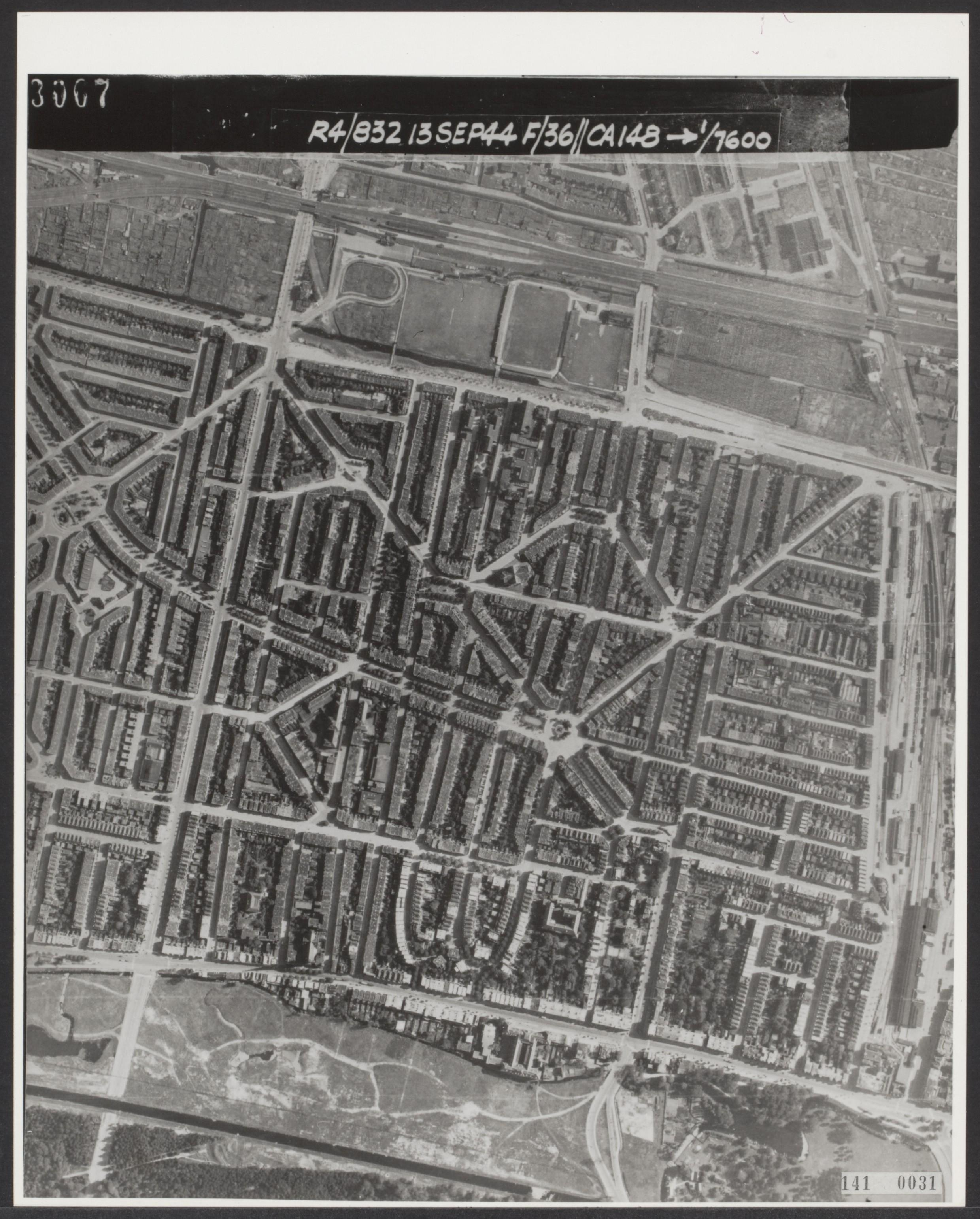
Luchtopname Bezuidenhout met het Haagse Bos, gemaakt door Royal Air Force, 1944
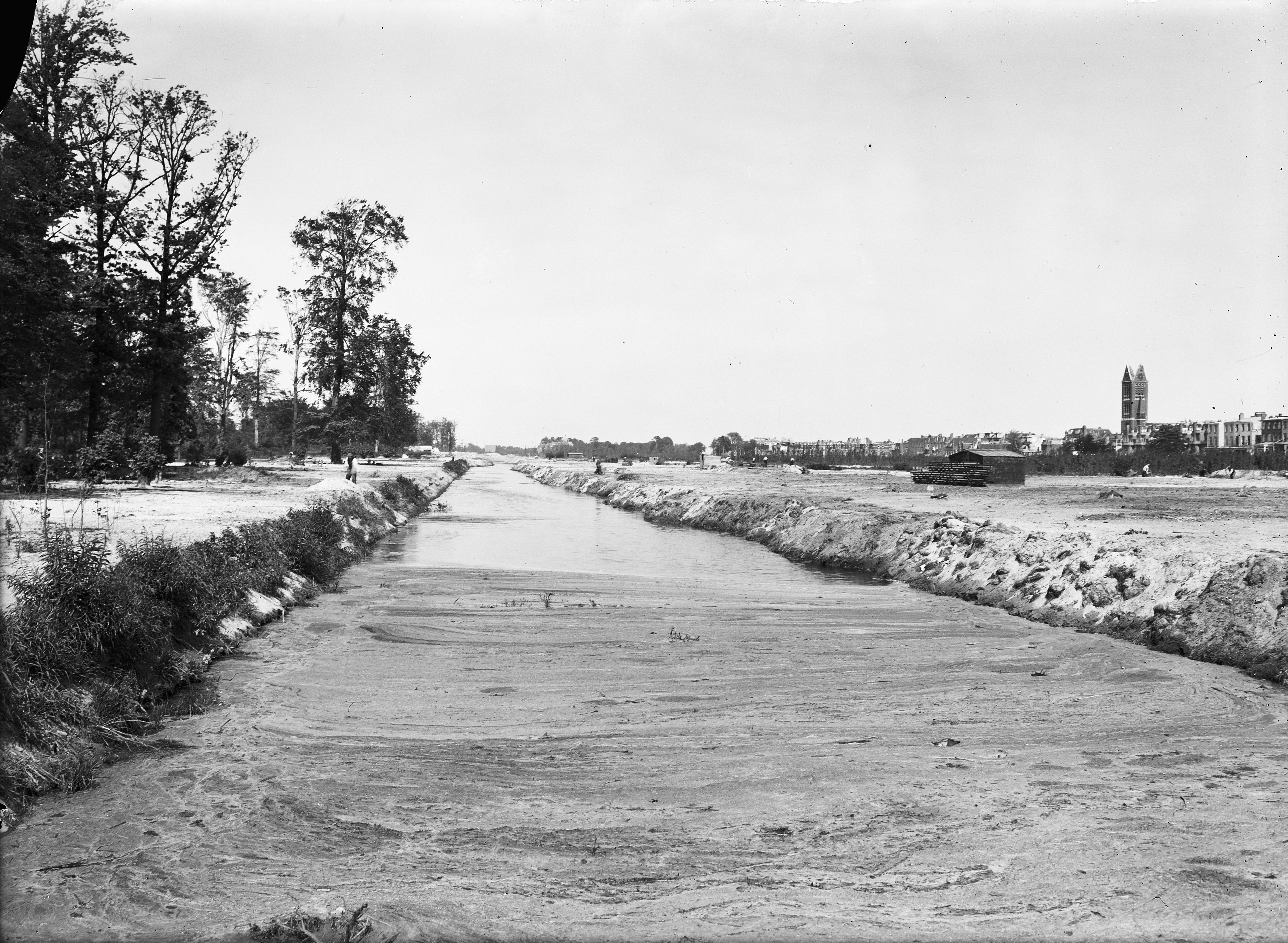
Gedeeltelijk gedempte tankgracht in het Haagse Bos, 1948
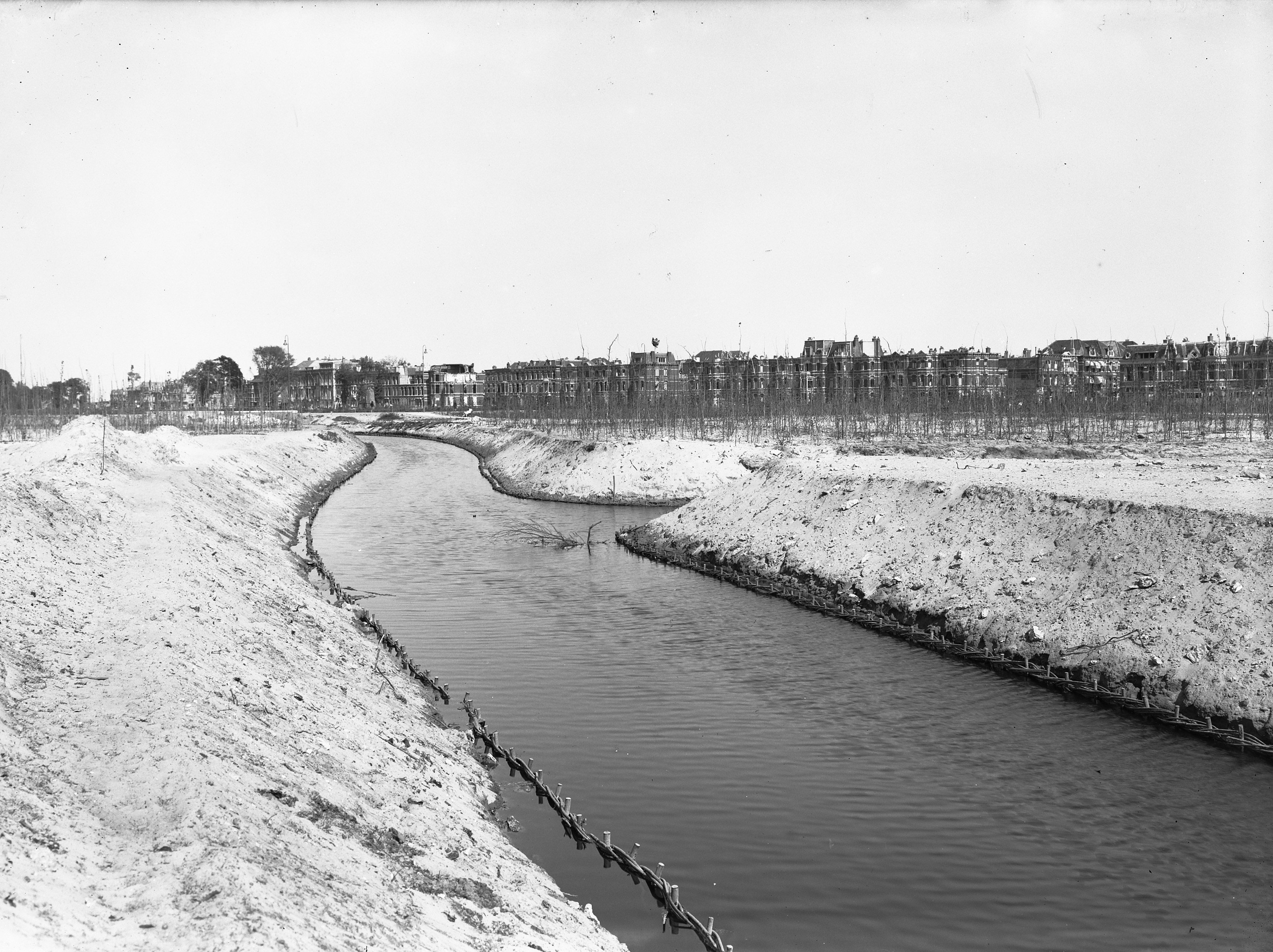
Voormalige tankgracht in het Haagse Bos, aangelegd tot singel, 1948